# Moraine Park Discovery Center
Le Moraine Park Discovery Center – ou Moraine Lodge, Moraine Park Museum ou encore Moraine Park Visitor Center – est un musée d'histoire naturelle américain situé dans le comté de Larimer, au Colorado. Protégé au sein du parc national de Rocky Mountain, cet ancien lodge est inscrit au Registre national des lieux historiques depuis le 8 octobre 1976. Il constitue par ailleurs une propriété contributrice du district historique appelé Moraine Park Museum and Amphitheater depuis l'inscription de ce dernier au même registre depuis le 15 juin 2005.